# Nederlands aandeel in de evacuatie van Duinkerke
Het Nederlands aandeel in de evacuatie van Duinkerke  werd tijdens de Tweede Wereldoorlog geleverd door Nederlandse kustvaarders die zich na 10 mei 1940 in Engeland bevonden. Gedurende de evacuatie uit Duinkerke pendelden ze gezamenlijk met vele Engelse, Franse en Belgische schepen tussen Engeland en Franse kust bij Duinkerke heen en weer om zo veel mogelijk Britse en Franse soldaten voor Duits krijgsgevangenschap te behoeden.

## Duinkerke en Operatie Dynamo
Toen de legers van Hitler op 10 mei 1940 West-Europa aanvielen gebeurde dat uit drie richtingen. De noordelijke opmars ging door Nederland. Vanuit Dover vertrokken onderzeebootjagers naar Nederland en België om daar in de havens vernielingen aan te brengen om zo de Duitse opmars te vertragen. Een tweede Duitse opmars ging door de Ardennen. Dit lokte onderdelen van het Franse leger en het in Frankrijk gestationeerde Britse expeditieleger naar het noorden. Op 14 mei brak de zuidelijke Duitse opmars bij Sedan door de Franse linies. Op 22 mei waren ze tot aan Boulogne gevorderd. De Fransen en Britten waren nu omsingeld. Op 25 mei viel Boulogne en 26 mei Calais. De Britse regering gaf daarop het bevel tot de terugtocht van het Britse expeditieleger. Admiraal Bertram Ramsay werd opperbevelhebber van de daartoe opgezette Operatie Dynamo. Hij verzamelde 15 veerboten in Dover en 20 in Southampton. Deze werden beschermd door een vloot van torpedobootjagers, korvetten, mijnenvegers en bewapende trawlers. Daarnaast waren er Britse vrachtschepen en 40 Nederlandse kustvaartuigen die na de Duitse inval uit Nederlandse havens waren ontsnapt, dan wel reeds in het buitenland waren.

## Evacuatie van Duinkerke
Op 26 mei begon de operatie. Men verwachtte de val van Duinkerke in twee dagen en hoopte 45.000 man te redden. Op 27 mei maakte de RAF 300 vluchten boven het strijdtoneel van Duinkerke. De Britse marine werd steeds desperater. Alle voor de evacuatie bruikbare scheepjes werden richting van Duinkerke gestuurd: brandweerboten, jachtjes, havensleepboten, rondvaartboten en zeilende binnenvaartschepen. Zo’n 200 voeren er heen en weer tussen het strand en de grotere schepen. Dat werd steeds gevaarlijker door toenemende Duitse luchtaanvallen, mijnen en onderzeeboten. Scheepswrakken begonnen ook een gevaar te vormen. Ook hospitaalschepen werden aangevallen door Duitse jagers. Op de laatste dag, 3 juni, wisten Britse, Franse, Nederlandse en Belgische schepen nog 26.000 man te redden uit Duitse handen. Aan het eind van Operatie Dynamo hadden de Britse torpedobootjagers en mijnenvegers 143.000 man geëvacueerd, de koopvaardijschepen en veerboten 88.000, vissersboten 18.000 en de Nederlandse vaartuigen 22.500 man. Op 4 juni vertelde Winston Churchill het Lagerhuis dat 338.000 Britse en Franse soldaten waren geëvacueerd naar Engeland. Er hadden 693 Britse schepen deel genomen aan Operatie Dynamo. Daarvan waren 188 kleinere vaartuigen, acht passagiersschepen, een hospitaalschip, trawlers, mijnenvegers en zes onderzeebootjagers verloren gegaan. Slechts 13 van de 40 torpedobootjagers waren onbeschadigd. Van de in totaal 861 reddingsschepen werden er 243 tot zinken gebracht door de Duitse marine en luchtmacht. Het Britse en Franse leger had alle militaire uitrusting op de kust achter moeten laten. De geëvacueerde troepen werden echter zeer welkom om Engeland te helpen verdedigen tegen een verwachte Duitse invasie van Groot-Brittannië.

## Nederlandse kustvaarders bij Operatie Dynamo
De in Engeland aanwezige Nederlandse kustvaartuigen kwamen vanaf 16 mei 1940 onder bevel van de uitgeweken Nederlandse regering in Londen. Schepen en bemanning stonden ter beschikking van de Nederlandse regering. Op 22 mei vorderde de Britse regering veertig van deze kustvaartuigen op ten behoeve van Operatie Dynamo. Ze kregen een marinestatus en werden bemand door Britse zeelieden. In totaal werden door deze schepen 22.698 mannen gered.

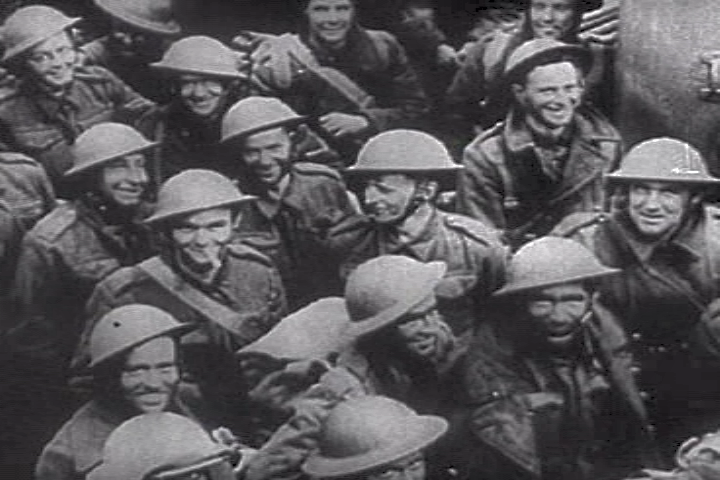
Geredde Britten aan boord van een reddingsschip

Op 27 mei werden de volgende Nederlandse kustvaarders ingezet
- Abel Tasman redde 220 man, schip liep op 13 juni 1940 op een mijn en zonk
- Aegir maakte zesmaal de overtocht en redde 835 man
- Alice ging verloren tijdens de operatie
- Antje redde 450 man
- Atlantic redde 590 man
- Bart redde 430 man
- Bornrif redde 146 man
- Brandaris
- Caribia redde 701 man, later evacuaties bij Le Havre en Guernsey
- Cateli
- Delta redde 503 man
- Deneb
- Despatch II
- Doggersbank redde 1200 man
- Fredanga
- Friso redde 1002 man
- Gorecht redde 47 man
- Hebe II redde 515 man
- Hilda redde 1200 man
- Hondsrug bracht 1455 man in veiligheid
- Horst redde 1150 man, ging later verloren tijdens een volgende operatie
- Jaba redde 469 man
- Jutland redde 505 man
- Kaap Falga arriveerde op 28 mei ’s morgens met munitie en levensmiddelen
- Lena
- Oranje
- Pacific redde 945 man, deed ook mee aan Operatie Cycle
- Pascholl redde 695 man
- Patria redde 1400 man
- Reiger bracht in 5 tochten 592 man in veiligheid.
- Rian met kapitein D. Buining redde 2542 man
- Rika
- Sursum Corda redde 370 man, later in Duinkerke vergaan bij nieuwe poging.
- Tiny
- Twente redde 1139 man
- Zeus redde 601 man

De Alice, de Horst en de Sursum Corda gingen gedurende de operatie verloren. De Alice, die geladen was met melk, kaas, boter, corned beef, rum en whisky, werd later geplunderd door Duitsers. Waarschijnlijk was er een groter aantal geredden en een verlies van zeven Nederlandse schepen. Een aantal Nederlandse kustvaarders werden na Duinkerke ingezet bij Operatie Cycle, de evacuatie van een deel van het Britse leger bij Le Havre. Daarbij gingen nog twee Nederlandse kustvaartuigen verloren.

## Nederlandse kustvaarders in de Tweede Wereldoorlog
Toen Nederland op 10 mei 1940 bij de Tweede Wereldoorlog betrokken werd, bestond de kustvaartvloot uit ruim 500 schepen. Meer dan 200 daarvan kwamen terecht in Britse havens. Zij zouden een waardevolle bijdrage leveren aan de geallieerde oorlogsinspanningen: als bewapende vrachtvaarder of in militair-ondersteunde rollen. Ruim de helft van de kustvaarders bleef na mei 1940 in bezet gebied en voer in dienst van de Duitsers.
De Nederlandse kustvaarders werden na Duinkerke actief in het Engelse kustverkeer of deden onder meer dienst als balloon barrage vessel. In 1944 werden enige Nederlandse kustvaartuigen gevorderd voor de landingen in Normandië. Het eerste schip dat Caen binnen liep na de bevrijding was een Nederlandse kustvaarder.
Voor alle Nederlandse koopvaardijschepen was gedurende de Tweede Wereldoorlog een vaarplicht van kracht voor alle bemanningsleden. Deze dienstplicht werd in 1942 door de Nederlandse regering in ballingschap formeel bij wet geregeld. Vele zeelieden ervoeren de vaardwang als een vorm van slavernij.